# Hanna Mariën
Hanna Mariën, född den 16 maj 1982 i Herentals, är en belgisk friidrottare som tävlar i kortdistanslöpning.
Mariëns första internationella mästerskap var EM 2006 i Göteborg där hon slutade femma i sin semifinal på 200 meter och därmed inte tog sig vidare till final. Vid VM 2007 ingick hon tillsammans med Olivia Borlée, Élodie Ouédraogo och Kim Gevaert i det belgiska stafettlag på 4 x 100 meter som slutade trea efter USA och Jamaica.
Samma stafettlag deltog vid Olympiska sommarspelen 2008 och blev där silvermedaljörer efter Ryssland.